# Costus dirzoi
Costus dirzoi är en enhjärtbladig växtart som beskrevs av García-mend. och G.Ibarra. Costus dirzoi ingår i släktet Costus och familjen Costaceae. Inga underarter finns listade.